# Muhamadi Kijuma
Muhamadi Kijuma (egentligen Muhammed bin Abubakr bin Omar al-Bakarii), född 1855 på Lamu i nuvarande Kenya, död 1945 var en swahilispråkig poet, musiker och översättare av äldre östafrikansk poesi.
Kijuma var son till en kvinna med adligt påbrå, Mwana Kamari, och kom att följa med henne på flera resor till Zanzibar och Arabiska halvön. Han gick som barn i koranskola, men avbröt studierna i förtid.
Hans talang för kalligrafi gav honom jobb för sultanen av Wituland. 1888 anställdes han av de tyska missionärerna vid Neukirchener Mission och började där nytolka och översätta äldre swahilipoesi. Kijuma var en kontroversiell figur längs swahilikusten, bland annat för att han konverterat till kristendomen. 1901 anställdes han ändå av sultanen av Zanzibar som musiker och poet.
Kijuma skrev mycket av sin poesi på de klassiska swahiliversmåtten utenzi och ukawafi, och bidrog därigenom till att gjuta nytt liv i den traditionella swahilipoesin.